# Laap tseung
Een laap tseung of lap cheung is een rose-rode, gedroogde Chinese varkensworst, die veel wordt gegeten in de Chinese provincie Guangdong, in Hongkong en op Macau. De eveneens zeer bekende laap tseung uit Dongguan is korter dan gewone laap tseung. Laap tseung wordt gemaakt van vet varkensvlees en in een vlies van varkensdarmen gestopt. Daarna wordt de worst aan een stok gehangen om in de zon te drogen.
In 1894 werd laap tseung uitgevonden door de Kantonees Su Depei (蘇德培).
Laap tseung wordt het best gestoomd, om vervolgens gegeten te worden met gebakken rijst, een roerbakgerecht of een gestoomd gerecht.